# Judd Green
Judd Green (1866–1932) foi um ator britânico da era do cinema mudo. Foi às vezes creditado como R. Judd Green. Ele nasceu em Portsmouth, Hampshire, em 1866 e fez sua primeira aparição na tela em 1914.

## Filmografia selecionada
- Thelma (1918)
- The Life Story of David Lloyd George (1918)
- The Kinsman (1919)
- The Forest on the Hill (1919)
- A Smart Set (1919)
- The Amateur Gentleman (1920)
- Class and No Class (1921)
- A Master of Craft (1922)
- Boden's Boy (1923)
- The Harbour Lights (1923)
- The Gold Cure (1925)
- Nell Gwyn (1926)
- Shooting Stars (1927)
- Sweeney Todd (1928)
- What Money Can Buy (1928)
- Widecombe Fair (1928)
- The Bondman (1929)
- A Cottage on Dartmoor (1929)
- Naughty Husbands (1930)